# Sverker Hållander
Sverker Hållander, född 5 september 1943 i Hudiksvall, död 8 januari 2002 i Nynäshamn, var en svensk militärmusiker och kompositör.
Hållander studerade instrumentation och arrangering vid Kungliga Musikhögskolan i Stockholm och arbetade därefter som trombonist vid Militärmusikkåren i Skövde (från 1971 Regionmusikavdelningen i Skövde) 1966–1975. Han blev 1978 rektor för kommunala musikskolan i Nynäshamn och tillträde 1979 även posten som dirigent för Hemvärnets Musikkår Haninge. Han dirigerade musikkåren som från 1994 gick under benämningen Sjövärnskårens Musikkår intill sin död 2002.

## Verk
Hållander komponerade flera marscher, varav tre förbandsmarscher. Dels skrev han Hemvärnets stridsskolas marsch till skolans 40-årsjubileum 1983 och som var förbandsmarsch till dess den ersattes av På vakt av Sam Rydberg 2006. Dels komponerade han på beställning Krigsflygskolans marsch som var förbandsmarsch från 1984 till F 5:s nedläggning 1998. Slutligen skrev han 1972 marschen The Solitaire som sedan dess är marsch för Kungliga Skaraborgs flygflottilj (F 7 Såtenäs).